# Acanthofrontia biannulata
Acanthofrontia biannulata is een vlinder van de familie van de spinneruilen (Erebidae), van de onderfamilie van de beervlinders (Arctiinae). De wetenschappelijke naam van deze soort is voor het eerst voorgesteld als Aglossosia bianulata door Fritz Ludwig Otto Wichgraf in een publicatie uit 1922.
De soort komt voor in Tanzania.